# 原口央
原口 央（はらぐち あきら、1995年4月29日 - ）は、日本の男性総合格闘家。鹿児島県鹿屋市串良町出身。BRAVE所属。元GLADIATORフェザー級王者。
弟は総合格闘家の原口伸。

## 来歴
兄の影響で8歳からレスリングを始め、高校全国選抜選手権3位という実績を上げる。大学卒業後は子供の頃からテレビで見ていた所英男、宇野薫に憧れ総合格闘技に挑戦することを決意。宮田和幸主宰のBRAVEにて内弟子と日々鍛錬を積んだ。
2019年5月11日、総合格闘技デビュー戦となったZST.64にて山本空良と対戦し、3-0の判定勝ちを収めた。
2021年2月7日、GLADIATOR 013 in OSAKAのGLADIATORフェザー級タイトルマッチにて王者のMIKEと対戦するも、ローブローにより無効試合となった。
2021年9月26日、GLADIATOR 015 in OSAKAのGLADIATORフェザー級タイトルマッチにて王者のMIKEと再戦し、2Rに膝蹴りからのパウンドによるTKO勝ちを収め、王座獲得に成功した。

### RIZIN
2022年5月5日、RIZIN初出場となったRIZIN LANDMARK vol.3にてZSTフェザー級王者の関鉄矢と対戦し、0-3の判定負けを喫した。
2022年10月23日、RIZIN.39で元GLADIATORフェザー級王者の中原由貴と対戦し、1Rに肘打ちでダウンを奪われ、パウンドやサッカーボールキックで追撃されてTKO負けを喫した。負傷欠場となったヴガール・ケラモフの代役として急遽出場した試合だった。

### ROAD FC
2023年6月24日、ROAD FC 64のROAD FC 63kgトーナメント・1回戦でムン・ジェフンと対戦し、3-0の判定勝ちを収め、準決勝に進出した。
2023年8月26日、ROAD FC 65のROAD FC 63kgトーナメント・準決勝でラジャブアリ・シェイドゥラエフと対戦する予定だったが、シェイドゥラエフが前日計量遅刻と体重超過で失格となり、不戦勝で決勝に進出した。
2023年10月29日、ROAD FC 66のROAD FC 63kgトーナメント・決勝で元ROAD FCバンタム級・フェザー級王者のキム・スーチョルと対戦し、2Rに右ストレートからのパウンドでTKO負けを喫し、トーナメント準優勝となった。

### DEEP
2024年5月26日、DEEP TOKYO IMPACT 2024 3rd ROUNDで石司晃一と対戦し、1-2の判定負けを喫した。

## 戦績

### プロ総合格闘技
| 総合格闘技 戦績 | 総合格闘技 戦績 | 総合格闘技 戦績 | 総合格闘技 戦績 | 総合格闘技 戦績 | 総合格闘技 戦績 | 総合格闘技 戦績 |
| --------------- | --------------- | --------------- | --------------- | --------------- | --------------- | --------------- |
| 17 試合         | (T)KO           | 一本            | 判定            | その他          | 引き分け        | 無効試合        |
| 9 勝            | 2               | 1               | 6               | 0               | 0               | 1               |
| 7 敗            | 2               | 2               | 3               | 0               | 0               | 1               |

| 勝敗 | 対戦相手                   | 試合結果                             | 大会名                                                       | 開催年月日     |
| ×    | イリスケルディ・ドゥシェフ | 1R 1:27 リアネイキッドチョーク       | ROAD FC 069 【ROAD FC 63kgトーナメント準々決勝】             | 2024年8月31日  |
| ×    | 石司晃一                   | 5分3R終了 判定1-2                    | DEEP TOKYO IMPACT 2024 3rd ROUND                             | 2024年5月26日  |
| ×    | キム・スーチョル           | 2R 4:25 TKO（右ストレート→パウンド） | ROAD FC 066 【ROAD FC 63kgトーナメント 決勝】                | 2023年10月29日 |
| ○    | ムン・ジェフン             | 5分3R終了 判定3-0                    | ROAD FC 064 【ROAD FC 63kgトーナメント 1回戦】               | 2023年6月24日  |
| ○    | 増田拓真                   | 2R 2:56 リアネイキッドチョーク       | DEEP TOKYO IMPACT 2023 3rd ROUND                             | 2023年5月7日   |
| ×    | 中原由貴                   | 1R 2:37 TKO（サッカーボールキック）  | RIZIN.39                                                     | 2022年10月23日 |
| ○    | 中川皓貴                   | 5分3R終了 判定2-1                    | GLADIATOR 018 in OSAKA                                       | 2022年6月26日  |
| ×    | 関鉄矢                     | 5分3R終了 判定0-3                    | RIZIN LANDMARK vol.3                                         | 2022年5月5日   |
| ○    | 宇野薫                     | 5分3R終了 判定3-0                    | VTJ 2021                                                     | 2021年11月6日  |
| ○    | MIKE                       | 2R 0:11 TKO（膝蹴り→パウンド）       | GLADIATOR 015 in OSAKA 【GLADIATORフェザー級タイトルマッチ】 | 2021年9月26日  |
| -    | MIKE                       | 1R 0:12 無効試合（ローブロー）       | GLADIATOR 013 in OSAKA 【GLADIATORフェザー級タイトルマッチ】 | 2021年2月7日   |
| ○    | 拓MAX                      | 5分2R終了 判定3-0                    | DEEP HAMAMATSU IMPACT 2020                                   | 2020年10月25日 |
| ×    | 河村泰博                   | 5分2R終了 判定1-2                    | ZST.68                                                       | 2020年8月30日  |
| ×    | 直斗                       | 2R 2:40 三角絞め                     | ZST.67                                                       | 2020年1月26日  |
| ○    | 大村友也                   | 1R 3:54 TKO（グラウンドパンチ）      | BRAVE FIGHT 21                                               | 2019年12月1日  |
| ○    | 萩原一貴                   | 5分2R終了 判定3-0                    | SWAT!170                                                     | 2019年8月15日  |
| ○    | 山本空良                   | 5分2R終了 判定3-0                    | ZST.64                                                       | 2019年5月11日  |

### アマチュア総合格闘技
| 勝敗 | 対戦相手 | 試合結果          | 大会名            | 開催年月日    |
| ○    | 小貫光慶 | 3分2R終了 判定3-0 | GRACHAN CHALLENGE | 2019年3月10日 |

## 獲得タイトル
- 第3代GLADIATORフェザー級王座（2021年）
- ROAD FC 63kgトーナメント 準優勝（2023年）